# 卵果大黄
卵果大黄（学名：Rheum moorcroftianum），为蓼科大黄属下的一个植物种。